# Rentat d'imatge verd

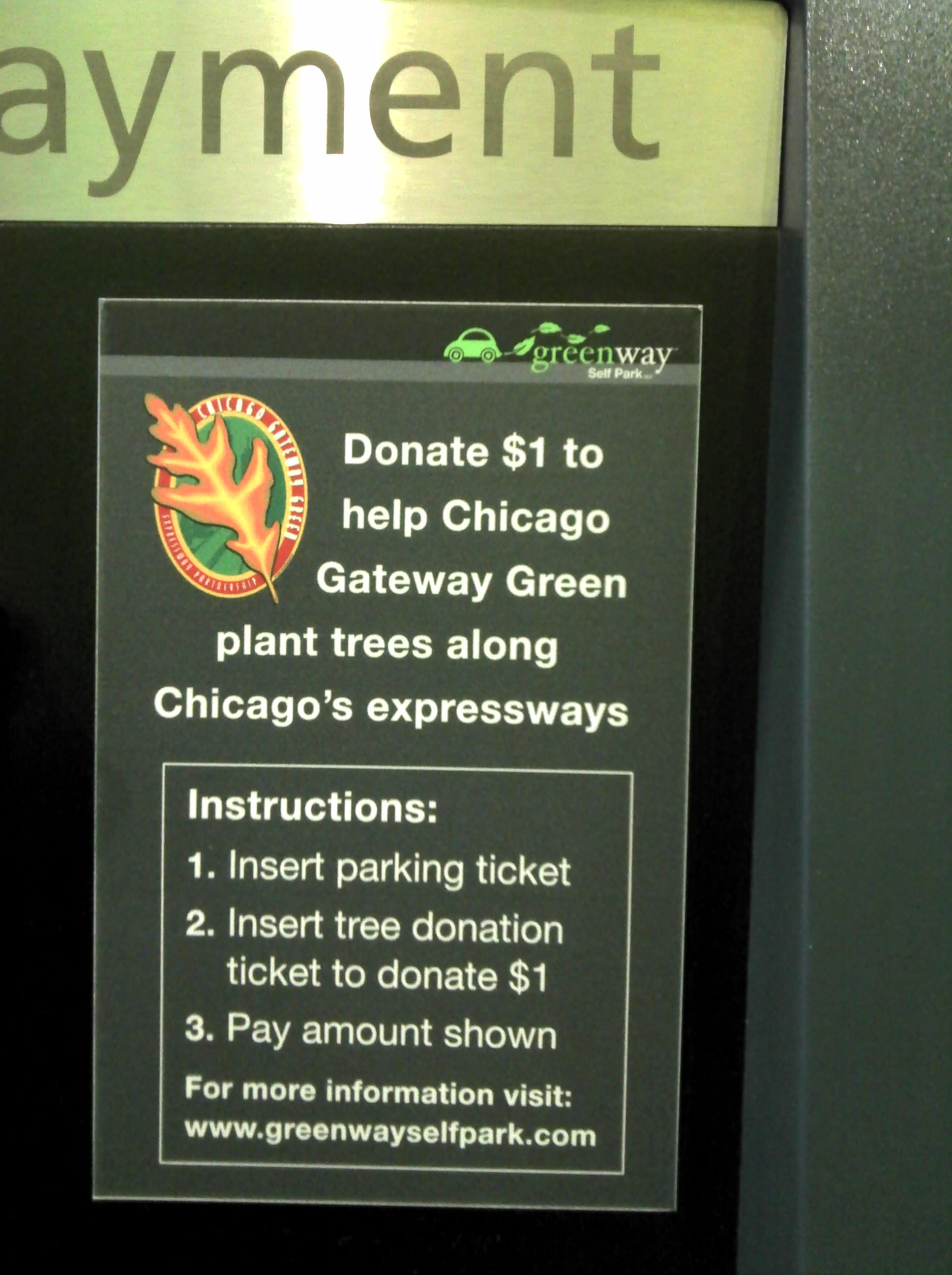
Exemple de rentat d'imatge verd: una empresa de pàrquings i autopistes a Chicago proposa als usuaris de pagar un dòlar addicional per tal de plantar arbres.

L'ecoblanqueig, ecoenblanquiment, rentat d'imatge verd o ecopostureig és l'acció d'una empresa, un govern o un organisme d'usar el màrqueting per a promoure la percepció que els seus productes, objectius o polítiques són respectuosos amb el medi ambient, quan en realitat funciona de manera oposada. La paraula és una traducció de l'anglès greenwash o greenwashing. Es tracta d'un ús enganyós del màrqueting «ecològic».
Es pot parlar de rentat d'imatge verd quan una empresa promou productes amb una imatge «verda», però que en realitat aquests productes, el seu mètode de fabricació o el balanç ecològic segueixen essent perjudicials per al medi ambient. També inclou els casos en què les empreses enganyen als seus clients sobre beneficis mediambientals de publicitat enganyosa i confusa, sense que els efectes ecològics positius siguin provats de manera científica. La dificultat rau en el fet d'haver de distingir entre una política empresarial veritablement sostenible i conscient i una mera manipulació sense canvis profunds en la gestió.
És obvi que hi ha una presa de consciència mediambiental i cada vegada més persones procuren que les seves pràctiques no provoquin danys ecològics o contribueixen al canvi climàtic. Les empreses volen aprofitar aquest canvi de mentalitat per vendre més, distingir-se de la competència fent productes suposadament «eco», «bio», «orgànics» o amb altres arguments de sostenibilitat. El rentat d'imatge verd és omnipresent. Fan greenwashing les empreses, premsa, partits polítics i qualsevol persona o organització que es posicioni públicament a favor del medi ambient sense tenir en compte l'impacte real que això hauria de tenir en tota la seva actuació política o empresarial.
Cada vegada és més habitual trobar etiquetes que descriuen productes com «respectuosos amb el medi ambient», que és «100% natural» o simplement apareixen imatges d'entorns naturals als envasos que volen fer que en la clientela augmenti la bona imatge envers l'empresa o producte i la consciència ecològica del consumidor es quedi tranquil·litzada. Quan l'engany esdevé públic, per exemple per un escàndol transcendit públicament o mitjançant una associació de consumidors, els danys per l'empresa poden ser importants.

## Reaccions
Per a poder distingir empreses amb política ecològica real i empreses que practiquen només rentada d'imatge, es van crear sistemes de certificació externa que haurien de ser objectius com ara RECS, PEFP, FSC, MSC, ASC, etc. Altres empreses col·laboren amb organitzacions no governamentals bé per a fer-se una rentada de cara o bé per a millorar el seu balanç ecològic, desenvolupar productes i mètodes sostenibles i així afavorir la seva imatge.
Des del 2009, el Ministeri espanyol de medi ambient va llançar un codi per a controlar els arguments ecològics en la propaganda. El codi limita l'ús de paraules com ara «verd», «ecològic«, «sostenible», però mai no va proposar cap obligació de seguir-lo ni cap mena de sanció a qui no el respecti.

## Exemples
L'escàndol de Volkswagen i altres que van presentar els seus motors dièsel com «nets» i bons per al medi ambient, no van fer res més que cercar maneres d'esquivar el control.
Sectors com el de la banca utilitzen mesures com la utilització de rebuts electrònics per estalviar diners, però no tenen en compte l'impacte de la seva activitat, com per exemple la despesa d'electricitat de les computadores o concedir crèdits a projectes amb impactes mediambientals negatius.
Les grans corporacions elèctriques utilitzen logotips relacionats amb la natura, però usen com a fonts d'energia els combustibles nuclears o fòssils en comptes d'energies renovables.
En alguns productes alimentaris es fan servir les etiquetes de «bio, eco, natural…» quan realment no ho són, també al «menjar ràpid».
En el sector del transport s'usen moltes vegades lemes relacionats amb el medi ambient quan realment són dels sectors que més contaminen pel seu gran consum de combustibles fòssils.